# Dumontinia tuberosa
Dumontinia
Genre
Espèce
Synonymes
- Helvella tuberosa Dicks.[1]
- Hymenoscyphus tuberosus (Bull.) W. Phillips[1]
- Octospora tuberosa Hedw.[1],[2]
- Peziza tuberosa Bull. (basionyme)[1],[2]
- Sclerotinia tuberosa (Hedw.) Fuckel[1]
- Sclerotinia tuberosum[1]
- Whetzelinia tuberosa (Hedw. ex Wrat) Korf & Dumont[1]

Dumontinia tuberosa, la Sclérotinie tubéreuse, est une espèce de champignons ascomycètes de la famille des Sclerotiniaceae. Il s'agit de l'unique espèce du genre Dumontinia. Cette petite pézize brune qui ne dépasse pas trois centimètres de diamètre est un parasite phytopathogène de certaines Anémones, principalement l'Anémone sylvie, son long pied se rattachant profondément à un sclérote, c'est-à-dire à un amas souterrain de mycélium dur et noir, formant un manchon autour d'un vieux rhizome dont le champignon se nourrit et constituant une réserve nutritive depuis laquelle se développe la fructification printanière. L'espèce est présente sur l'ensemble de l'écozone holarctique.

## Taxonomie

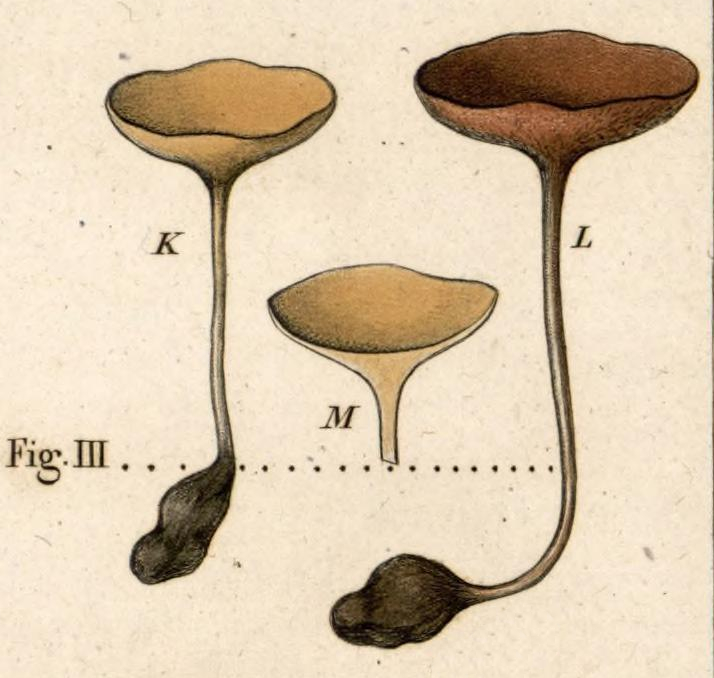
Une des premières illustrations connues de l'espèce par Pierre Bulliard en 1780 sous le nom Peziza tuberosa.

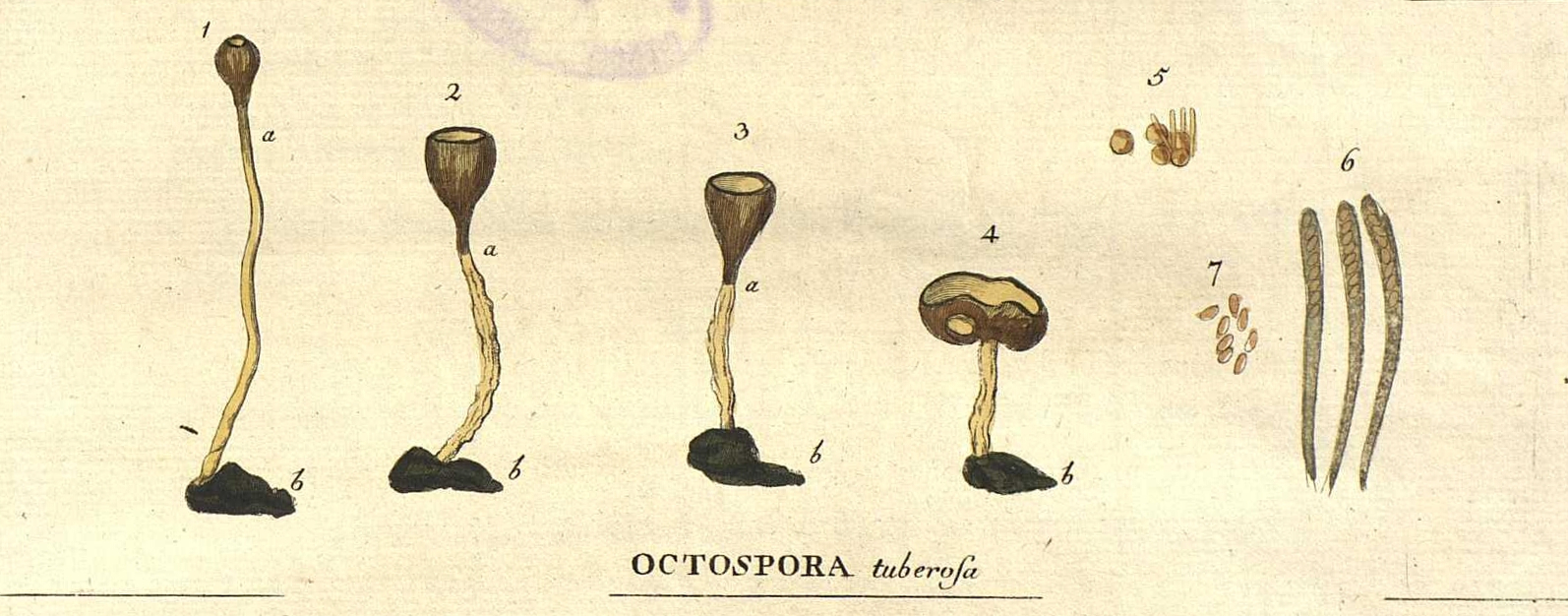
Illustration de Johannes Hedwig en 1788, sous le nom Octospora tuberosa.

Il s'agit de l'une des pézizes les plus anciennement connues. Elle est décrite pour la première fois par le botaniste allemand Johannes Hedwig en 1788, sous le nom Octospora tuberosa. Mais elle avait été récoltée et illustrée plus de dix ans auparavant, en 1777, par son compatriote Johann Jacob Reichard (de). L'espèce est recombinée dans le genre Peziza en 1790 par l'Écossais James Dickson puis formellement décrite en 1791, par le Français Pierre Bulliard, ce qui constitue son basionyme. Tout au long du XIXe siècle, son sclérote, son parasitisme sur les rhizomes d'Anémones et ses conidies attirent l'attention de mycologues de renom comme les Français Edmond Tulasne, Hector Léveillé et Jules de Seynes ou le Prussien Anton de Bary.
Cette espèce est recombinée en 1870 dans le genre Sclerotinia, qui regroupe les pézizes produisant des sclérotes. La mycologue américaine Linda Myra Kohn créé un genre distinct en 1979 pour rassembler les espèces de Sclerotinia à la structure cellulaire de l'excipulum particulière, c'est-à-dire aux cellules extérieures des apothécies à la texture prismatique et à la partie interne composée d’hyphes détachés dans une matrice gélatineuse,. Sclerotinia ulmariae, qui produit un sclérote sur la Reine des prés est également recombiné dans ce genre par Kohn sous le nom Dumontinia ulmariae. Cependant, son nom correct est depuis 1970 Hyalopeziza millepunctata, classé dans la famille des Hylopezizaceae. Le genre Dumontinia est donc monotypique,. 
Le nom de genre Dumontinia est un hommage au mycologue américain du Jardin botanique de New York Kent Parsons Dumont (d), collègue de l'auteure. L'épithète spécifique « tuberosa » fait référence au sclérote, tuber signifiant « truffe, racine bombée ».
En français, l'espèce est nommée de son nom vulgarisé et normalisé « Sclérotinie tubéreuse ». Le nom vulgarisé « Pézize tubéreuse » est également employé aux XVIIIe et XIXe.

## Description

### Macroscopie

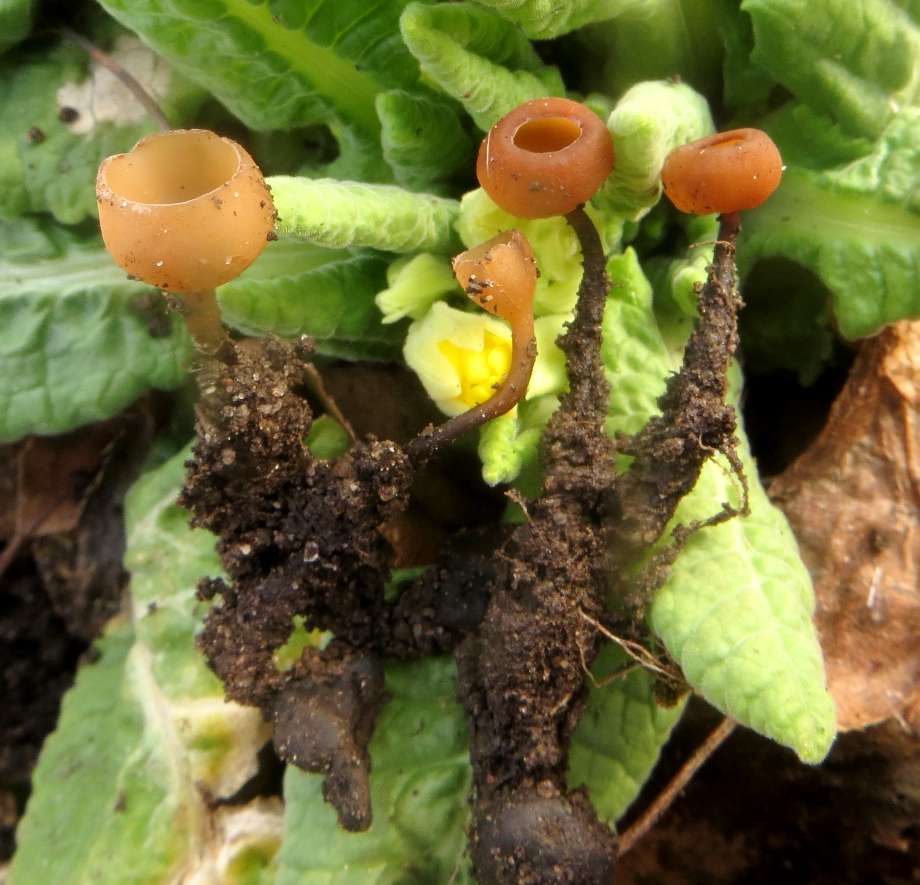
Jeunes spécimens de Dumontinia tuberosa et leur sclérote.

La Sclérotinie tubéreuse produit une apothécie d'abord profondément bombée, puis en forme de cruche ou de coupe étalée. Elle mesure de 10 à 30 mm de diamètre. Les surfaces interne et externe sont lisses, la marge est incurvée, droite et régulière et l'ensemble est uniformément coloré de brun fonçant à mesure du mûrissement, l'extérieur étant parfois un peu plus clair et finement pruineux. Sa chair est cireuse, cassante et brunâtre. Le tout est prolongé par un long pied fin, mesurant de 30 à 100 mm, plus ou moins déformé et partiellement enfoui dans le sol. Il prend naissance d'un sclérote souterrain globuleux ou en forme de haricot, noir à l'extérieur, blanc à l'intérieur, dur et résistant. Sa taille varie de celle d'une tête d'épingle à celle d'une noisette et peut atteindre 15 mm de long,,,.

### Microscopie
Dumontinia tuberosa produit des spores elliptiques à ellipsoïdales, lisses, hyalines, biguttulées à quadriguttulées, plus rarement garnies de six guttules et mesurant de 12 à 16 µm de long pour 6 à 8 µm de large. Ces spores sont produites par huit et disposées en une seule file dans des asques cylindriques et clavés qui mesurent de 150 à 180 µm de long pour 11 µm de diamètre et dont l'extrémité bleuie au bleu de méthylène. Les paraphyses sont minces, cylindriques, non cloisonnées et légèrement élargies aux extrémités. Les cellules externes des apothécies présentent une formation prismatique alors que la partie interne est composée d’hyphes détachés dans une matrice gélatineuse. Les hyphes constituant le sclérote sont longs, sinueux, anguleux, disposés sans ordre précis et mesurent 10 à 12 µm de diamètre. Ceux de la partie interne sont hyalins alors que ceux de la couche externe sont noirâtres,,,,.

Dumontinia tuberosa, la Sclérotinie tubéreuse
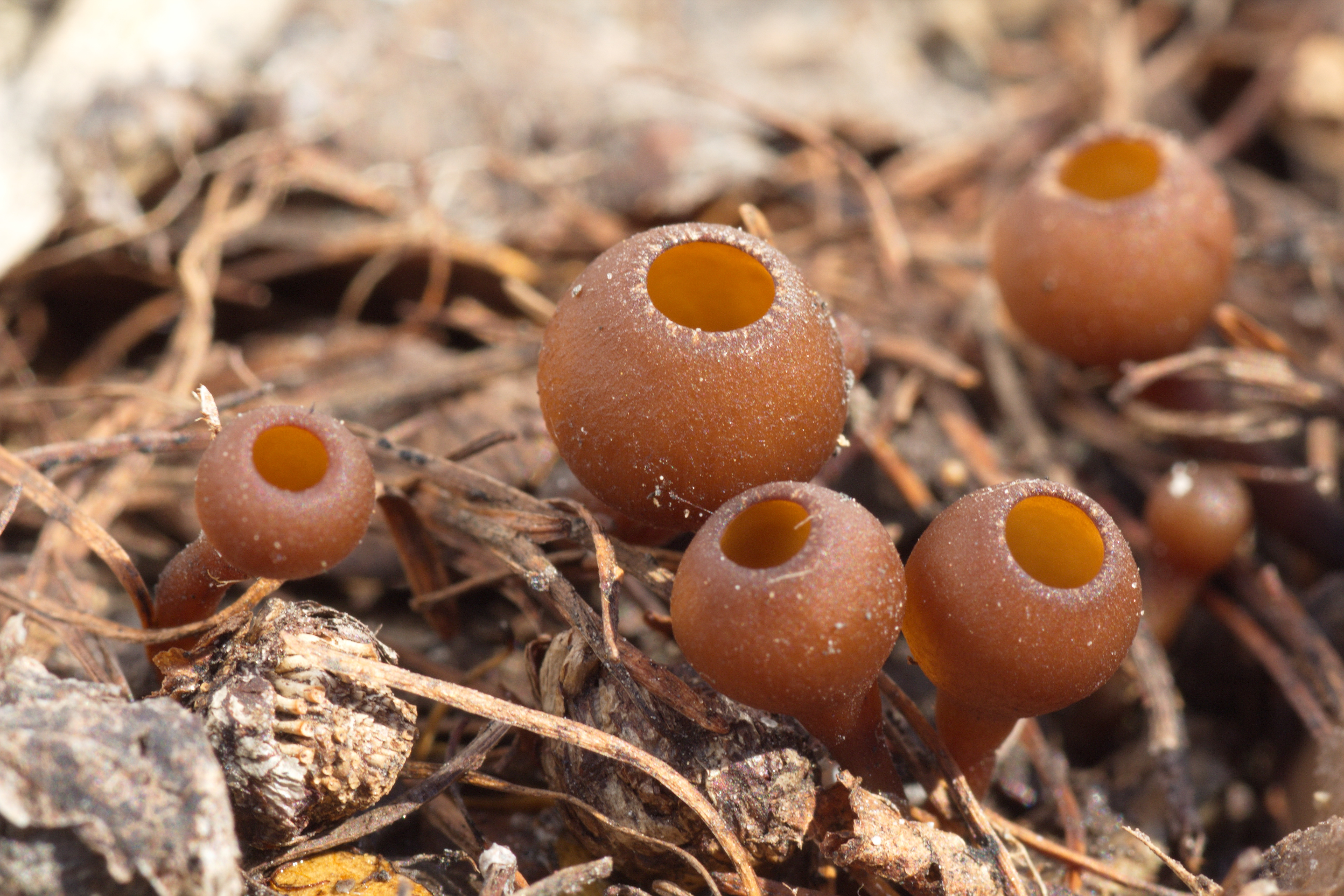
Jeunes spécimens.
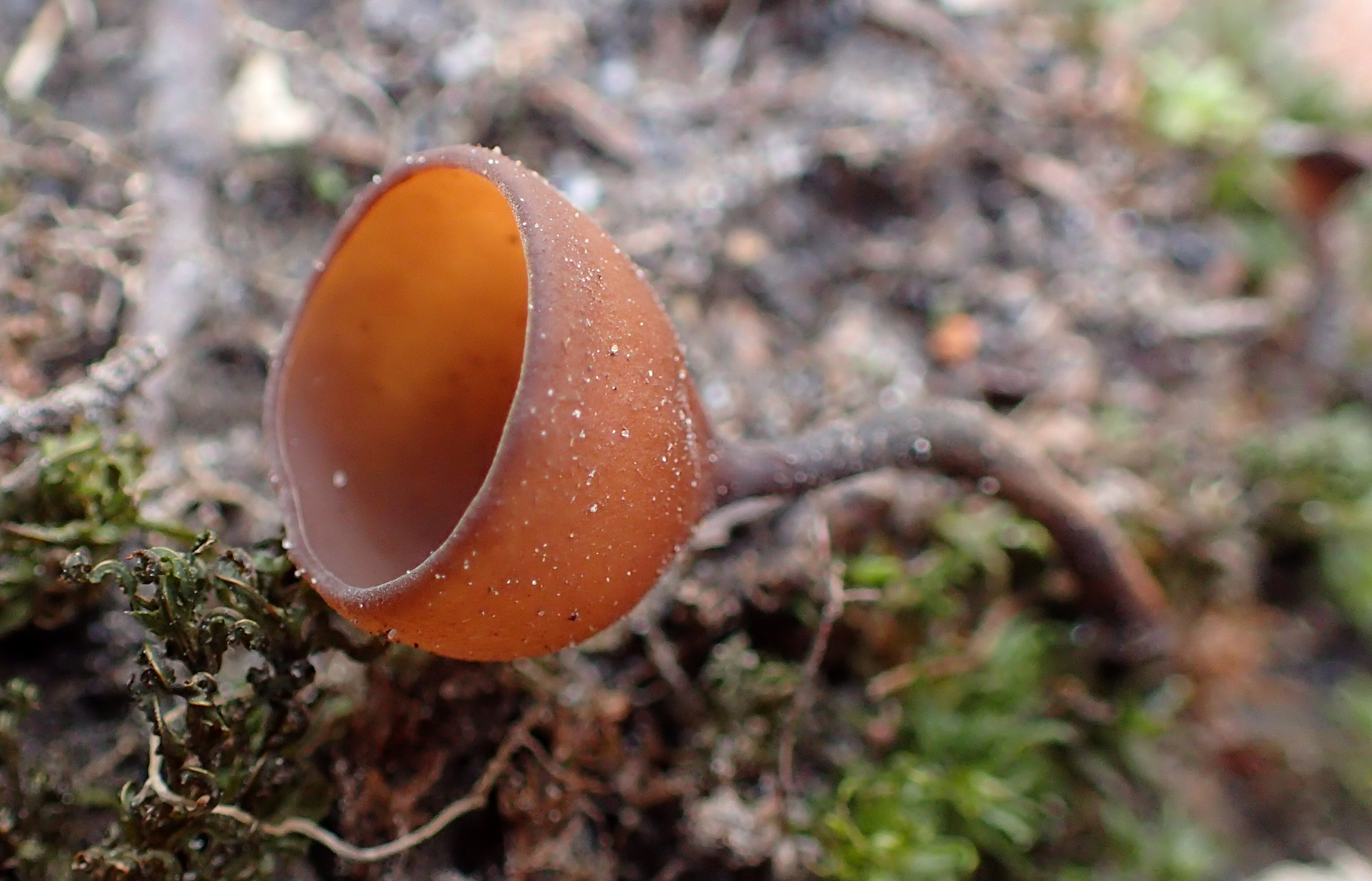
Profil.
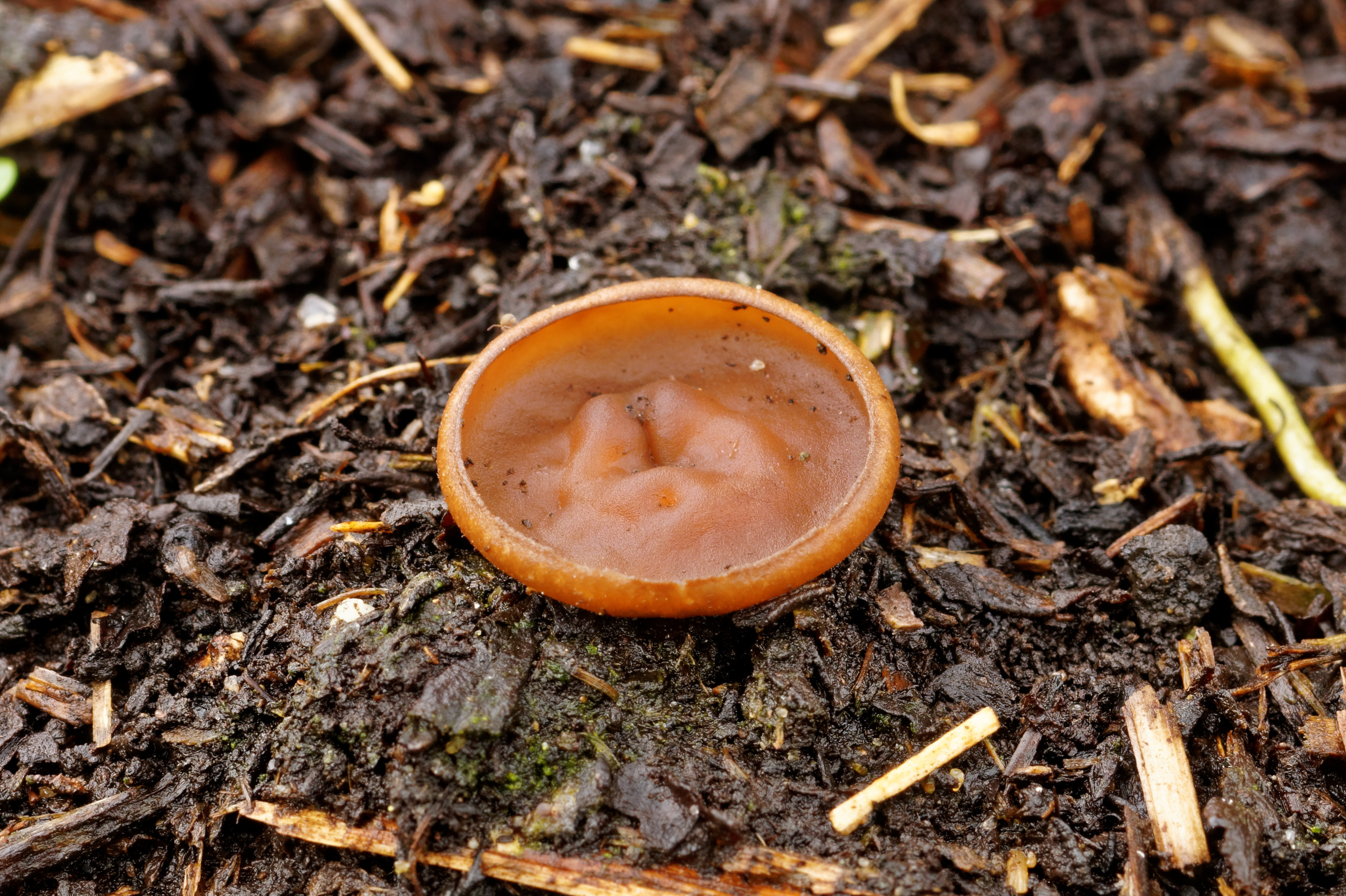
Spécimen âgé.
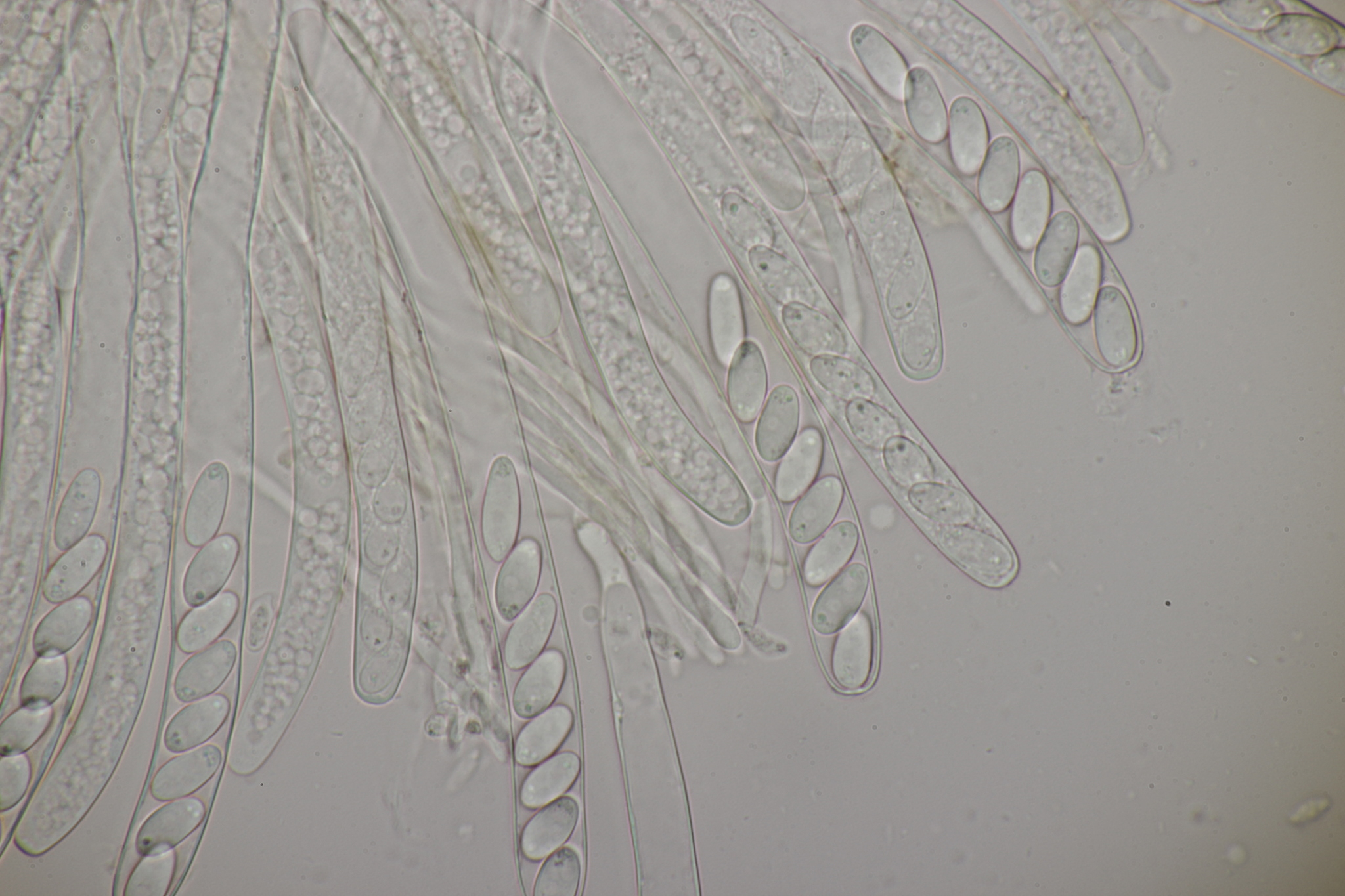
Asques.
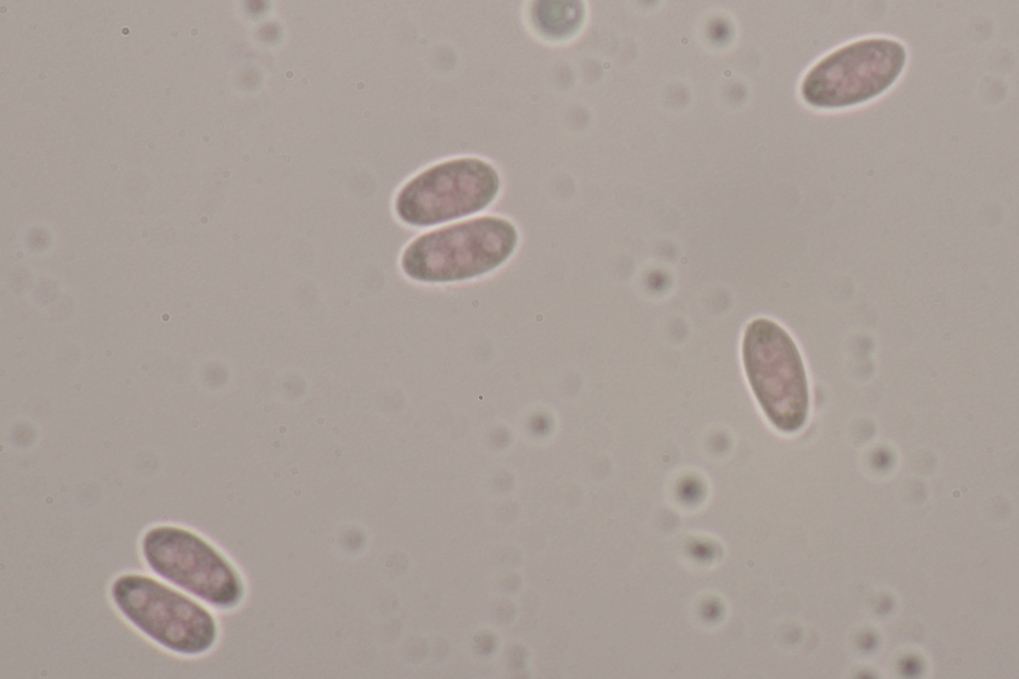
Spores quadriguttulées.

## Écologie et répartition

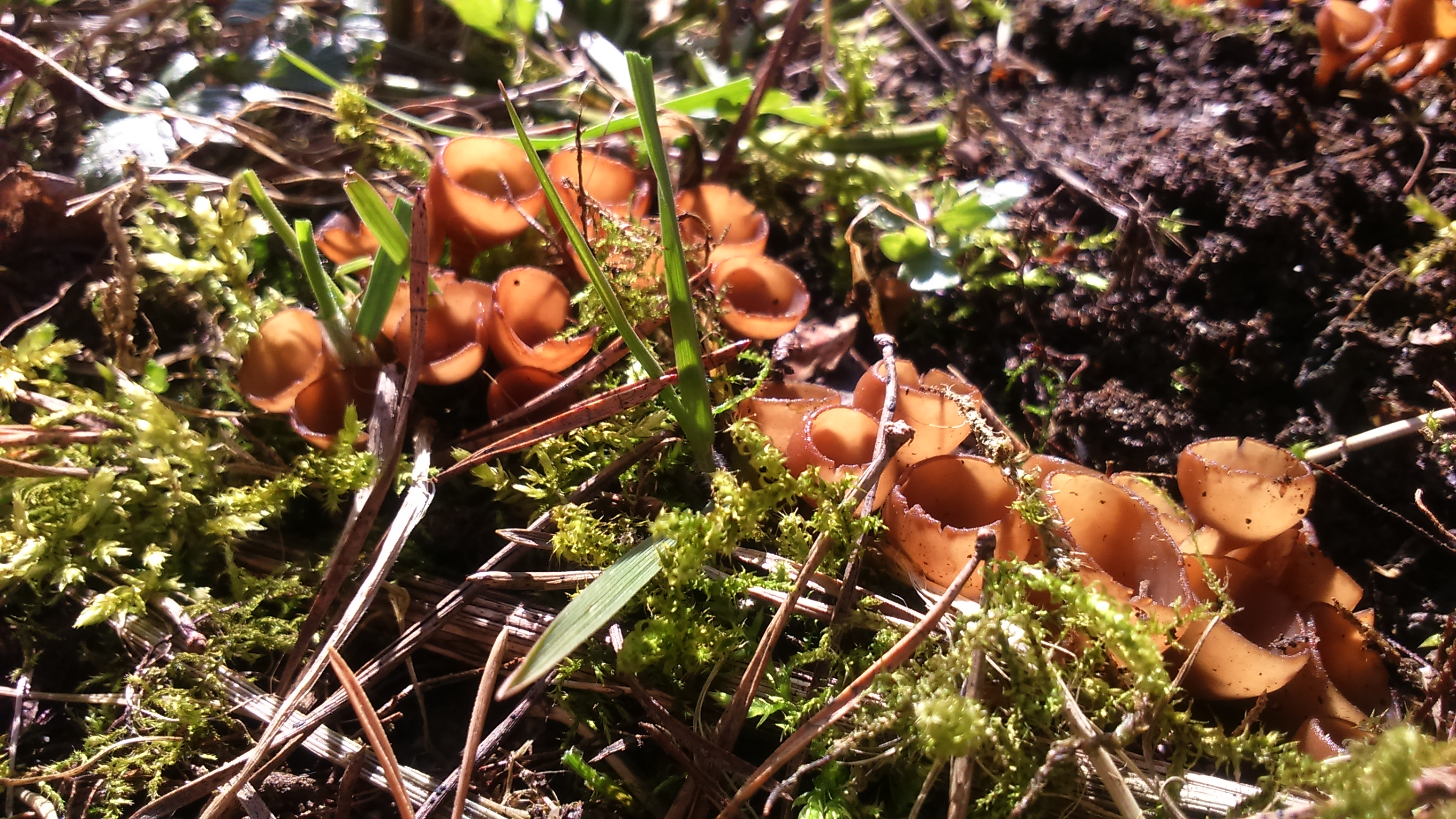
Développement en troupe.

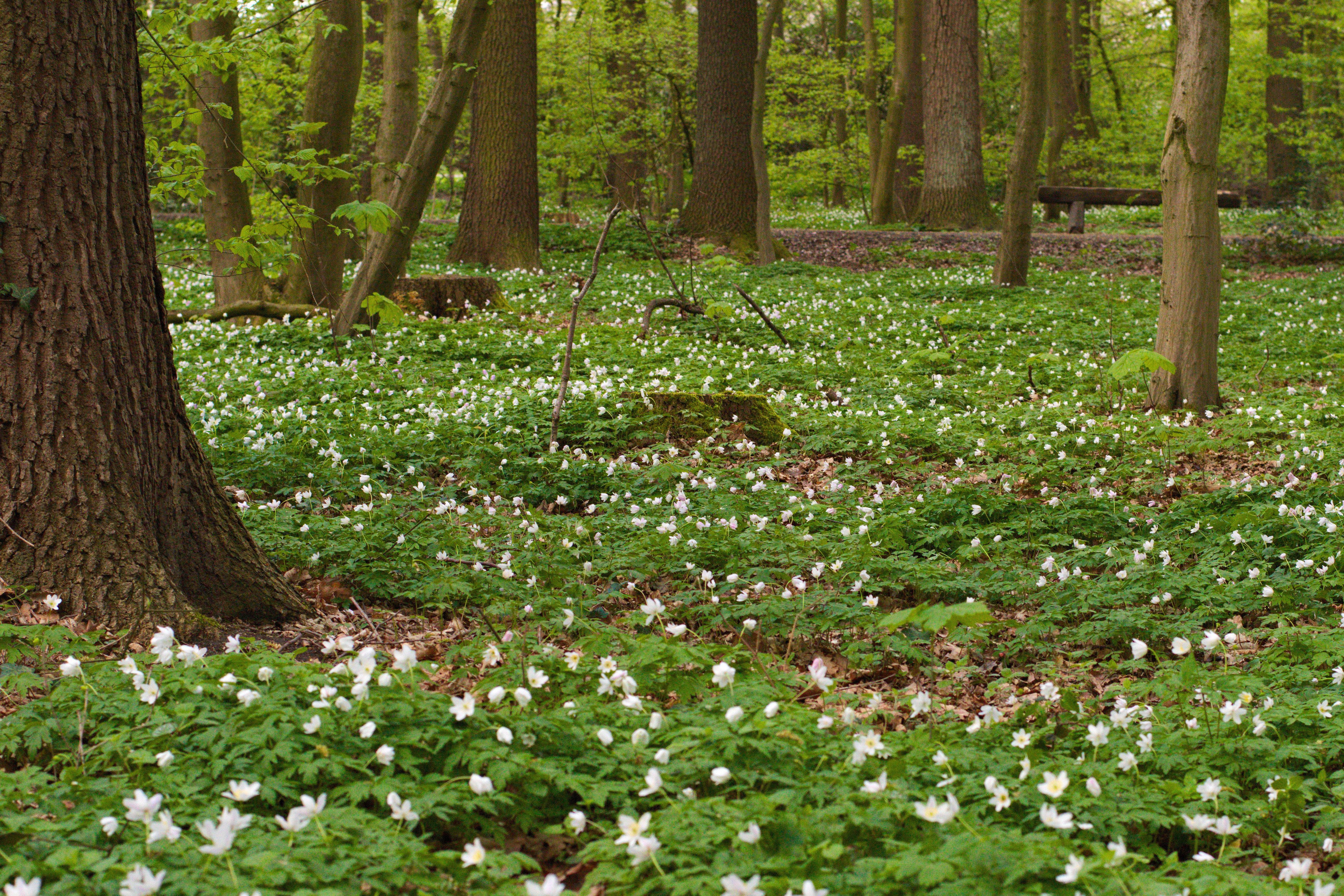
Floraison abondante de l'Anémone sylvie.

La Sclérotinie tubéreuse pousse tôt au printemps, de façon solitaire ou en troupe, parmi les Anémones en fleurs dans les forêts de feuillus humides notamment les ripisylves ainsi que dans les prairies humides,. 
Dumontinia tuberosa est dispersé, peu fréquent à courant, mais jamais en grand nombre,,,.
L'espèce est présente en Europe dont les pays francophones, en Asie jusqu'au Japon et en Amérique du Nord.

## Plantes hôtes
La Sclérotinie tubéreuse a pour plantes hôtes des Anémones, essentiellement l'Anémone sylvie, mais également l'Anémone de Grèce et l'Anémone fausse-renoncule,. Selon certaines sources, Dumontinia tuberosa peut produire un sclérote à partir des rhizomes de la Renoncule ficaire alors que d'autres le limitent aux Anémones,,. Au Japon, l'espèce est aussi en association avec la variété japonica de l'Anémone hépatique.

## Biologie

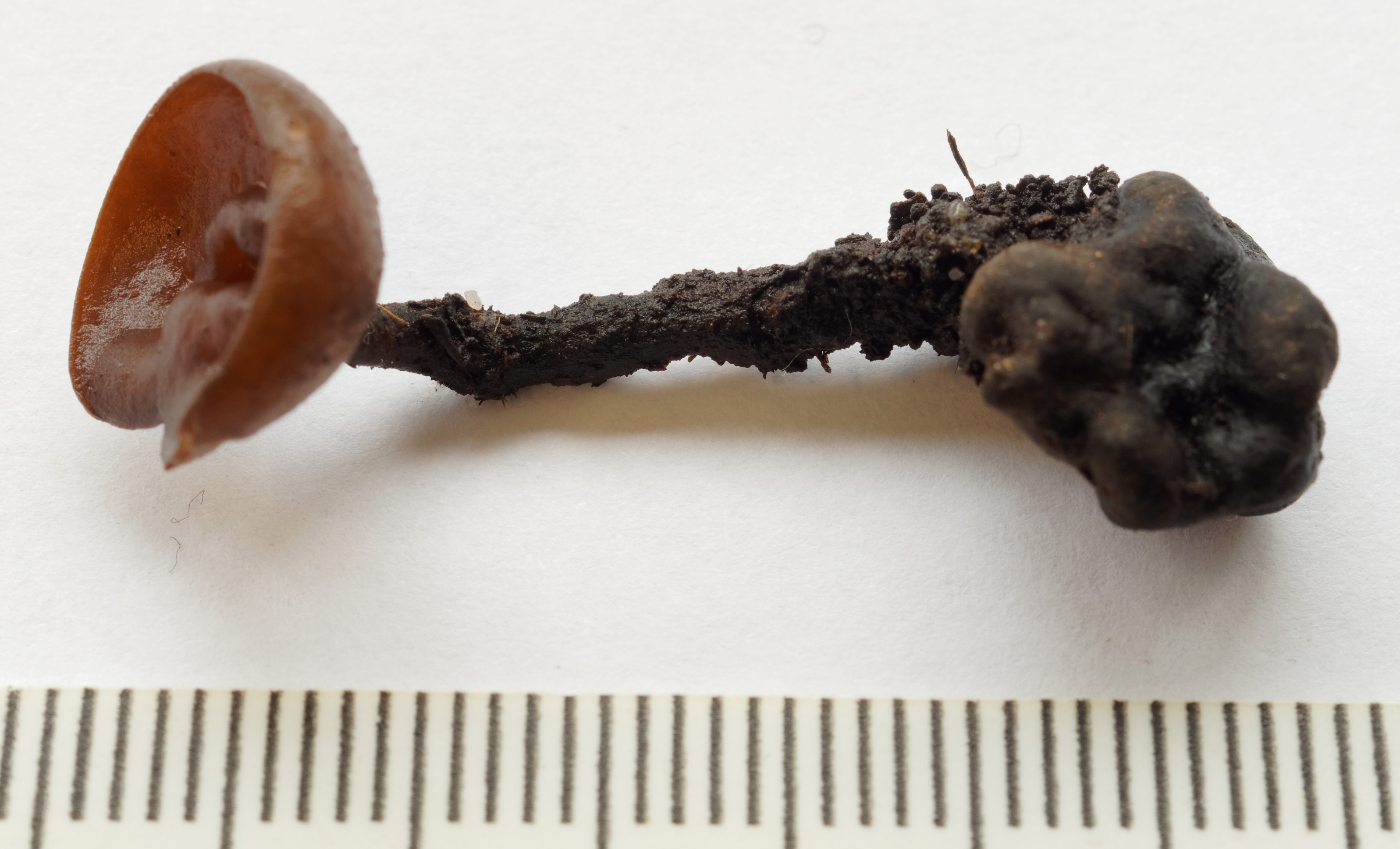
Dumontinia tuberosa et son sclérote.

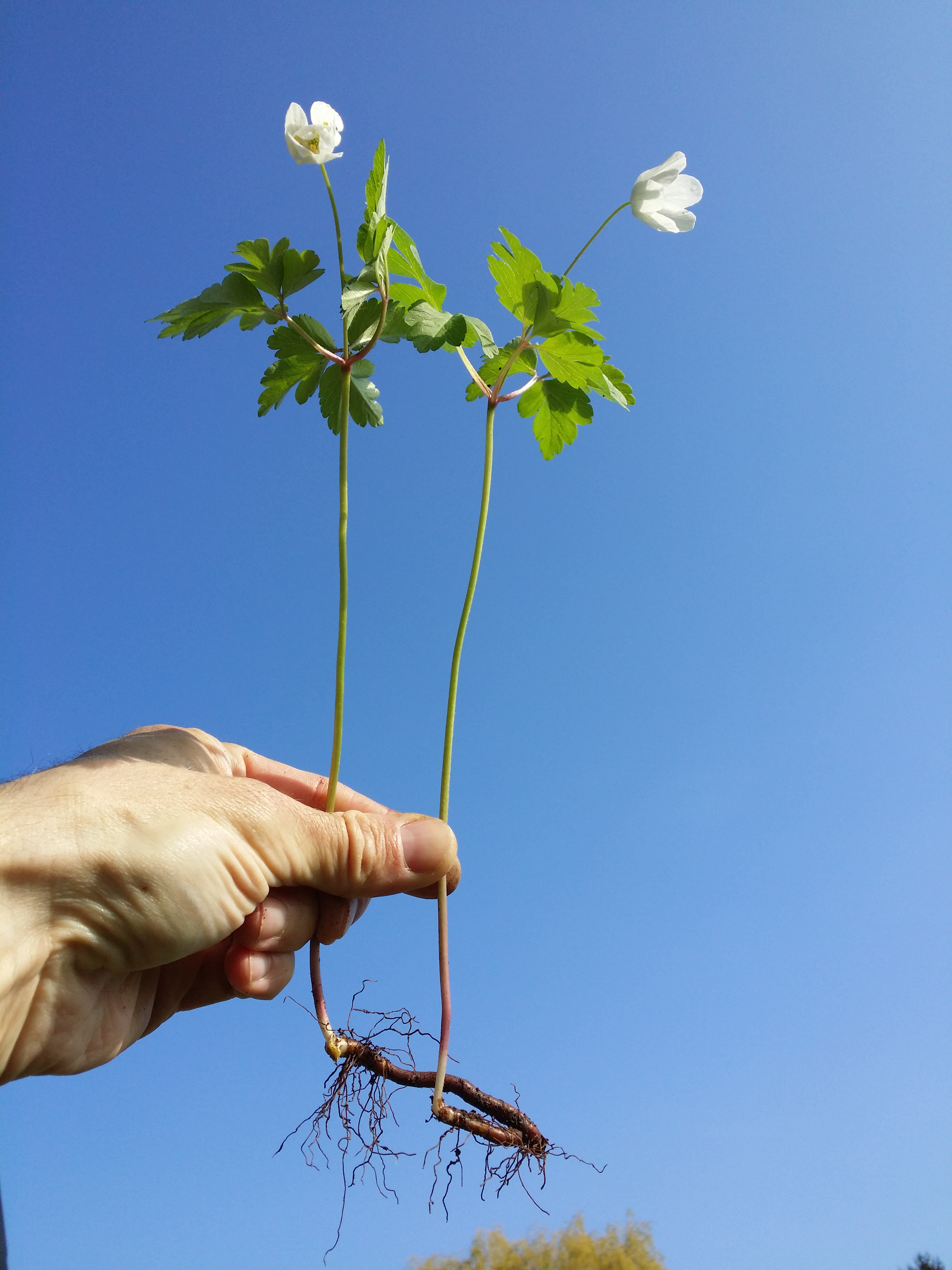
Plante entière de l'Anémone sylvie avec son rhizome.

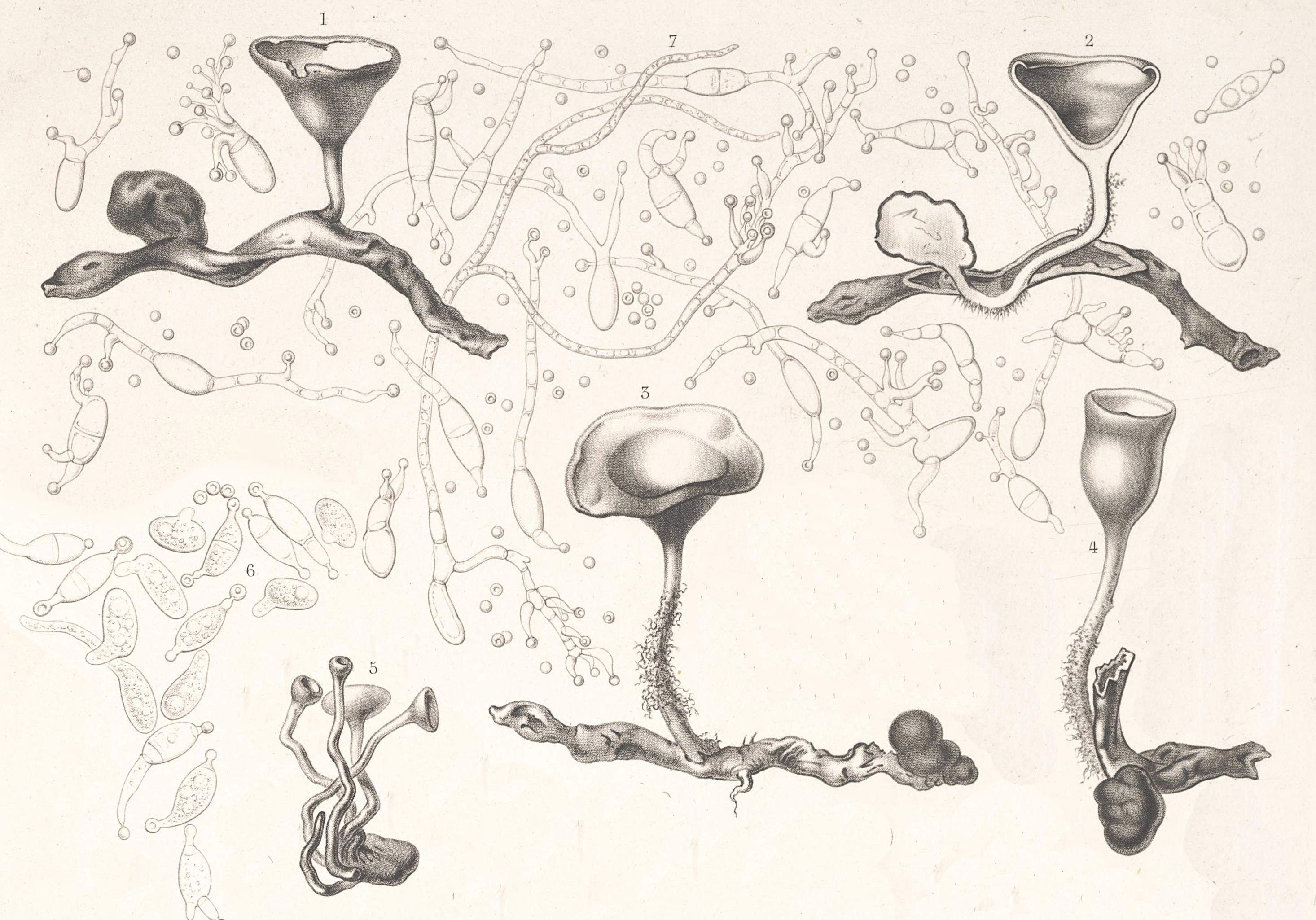
Différentes formes de Sclérotinie tubéreuse et de leur sclérote (1-5) ainsi que le développement des spores produisant des conidies (6) et du mycélium (7) (illustration de Tulasne, 1865)

Même si l'Anémone n'est pas totalement indispensable à la formation du sclérote, la relation entre la plante et Dumontinia tuberosa reste fréquente.
Le champignon est capable d'attaquer le rhizome par sa surface en traversant la cuticule et les parois cellulaires. Si elles existent, les blessures servent également de voie de pénétration. L'infestation concerne toujours les parties âgées du rhizome, à l'opposé du bourgeon terminal et n'atteint jamais les parties récentes ; ces zones anciennes étant souvent plus abimées et plus riches en amidon que les jeunes. Des coussinets d'infection se forment au contact de la cuticule où ils émettent des filaments d'infection qui traversent les couches cuticulaires de l'hôte par l'intermédiaire d'appressoria simples servant à franchir les parois cellulaires. Cependant, il ne forme pas d'haustoria. Le champignon s'y nourrit d'amidon, de pectine ainsi que d'acides aminés tout en délaissant les acides organiques. Bien qu'il soit capable de percer les parois cellulosiques, il ne digère pas la cellulose. 
Petit à petit, le mycélium forme un manchon qui entoure le rhizome infecté, sans qu'il n'intègre la plante hôte. Cette gaine mycélienne est toujours mêlée d'humus et de débris végétaux et passe facilement inaperçue. Il s'ensuit une phase de dormance hivernale qui se lève au printemps suivant. La grande quantité de mycélium accumulée dans le sclérote permet d'amorcer le développement de la fructification, lequel coïncide, dans le cycle annuel, avec la période de végétation active de l'Anémone.
Les spores germent facilement, y compris au sein de la cupule, et produisent soit directement des conidies hyalines et sphériques soit un mycélium très mince, un promycélium, donnant naissance à un grand nombre de conidies. Ces dernières produisent ensuite un mycélium qui cherche à se développer en parasitant le rhizome d'une nouvelle Anémone.
Une fois colonisés et vidés de leur réserve, les rhizomes peuvent subir des infestations secondaires de la part d'autres agents parasites ou saprobiontes, laissant in fine des « rhizomes fantômes » creux souvent rencontrés lors des prospections du champignon.
Étant donné que les jeunes rhizomes ne sont pas infectés, le parasitisme est limité et il serait possible de qualifier la relation de commensalisme. Cependant, cette association est généralement considérée comme néfaste aux Anémones. C'est par exemple le cas dans le cas pour l'Anémone hépatique au Japon où il s'agit bien de parasitisme : les feuilles flétrissent en devenant brun rougeâtre alors que le collet et les racines pourrissent en présence du champignon.

## Confusions possibles

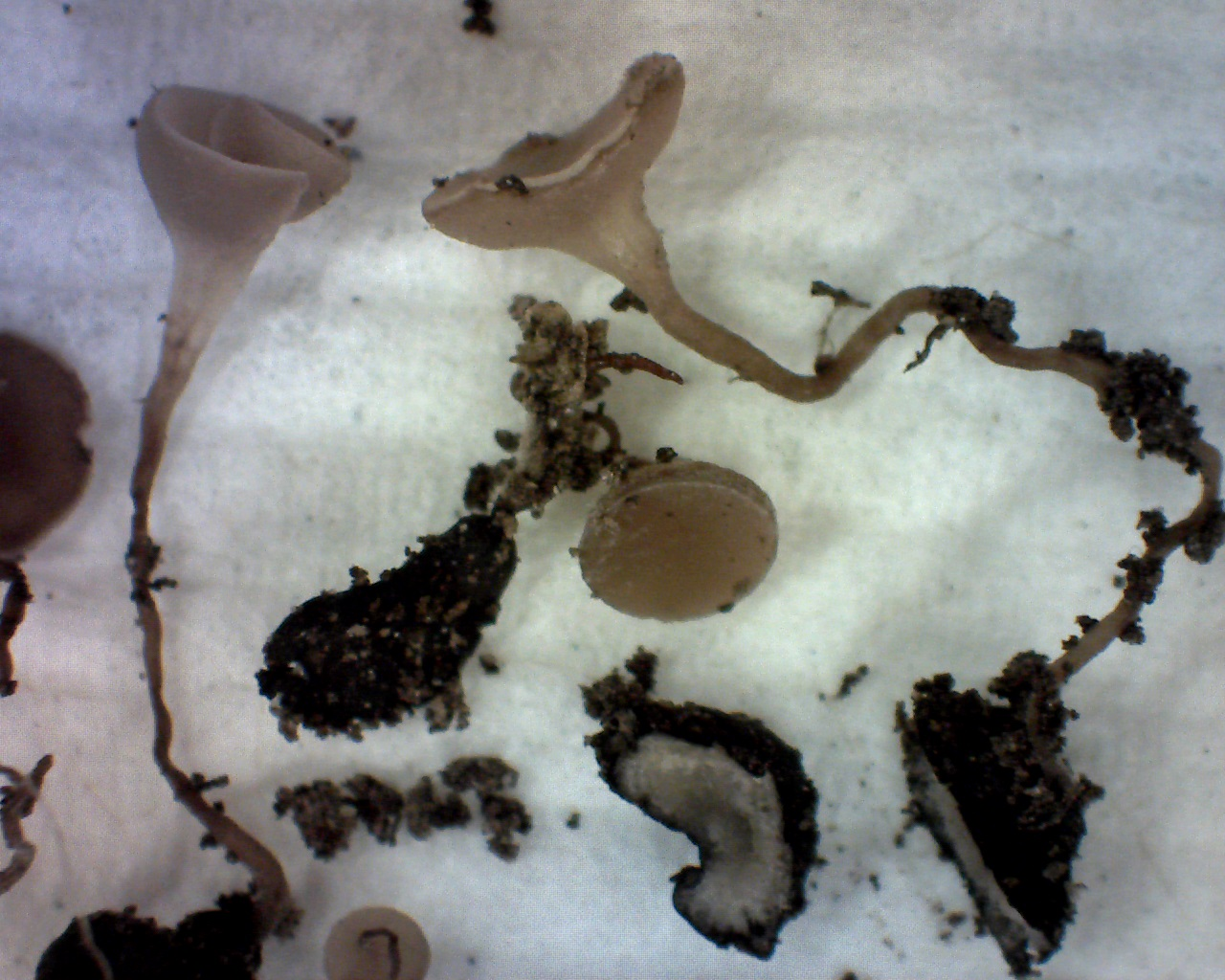
Sclerotinia sclerotiorum

Sclerotinia sclerotiorum (dont Sclerotinia ficariae est un synonyme courant) est morphologiquement similaire à Dumontinia tuberosa. Cependant, son apothécie est brun doré, ses spores mesurent de 9 à 13 µm de long pour 4 à 6 µm de large et contiennent moins de quatre guttules. De plus, il est saprobionte d'un large éventail de plantes telles que la Renoncule ficaire et de plantes cultivées comme Phaseolus, Daucus, Helianthus et Solanum dans le tissu duquel s'enfonce le sclérote, ce dernier mesurant généralement 30 mm par 10 mm,,,. Dans le cas où Dumontinia tuberosa est parasite de la Renoncule ficaire, les spécimens sont délicats à différencier. D'autres critères plus ténus sont alors utilisables : la couche externe de l'apothécie de Dumontinia tuberosa est composée d'hyphes aux cellules distendues généralement noyées dans un gel et la partie externe du sclérote est composée d'une couche unique de cellules aux hyphes clavés. À l'inverse, la couche externe de l'apothécie de Sclerotinia sclerotiorum est composée de cellules globuleuses et la partie externe de son sclérote est composée de deux à six couches d'hyphes globuleux,.
Une autre espèce proche, Sclerotinia trifoliorum, est parasite de Fabacées comme le genre Trifolium. Sa coloration tend plus vers le brun rougeâtre, sa taille est plus petite et ses spores mesurent de 13 à 17 µm de long pour 7 à 9 µm de large. Son sclérote noir est de forme irrégulière et peut mesurer jusqu'à 20 mm par 10 mm.
Stromatinia rapulum est également une espèce de champignons phytopathogènes morphologiquement similaires mais il parasite les rhizomes du genre Polygonatum. Ses apothécies pédonculées ressemblent à celles de Dumontinia tuberosa et ses spores qui mesurent de 10 à 17 µm de long pour 5 à 8 µm de large, ont des dimensions proches,

### Dumontinia
- (en) BioLib : Dumontinia L.M. Kohn (consulté le 15 mai 2022)
- (en) Catalogue of Life : Dumontinia (consulté le 15 mai 2022)
- (fr + en) EOL : Dumontinia (consulté le 15 mai 2022)
- (en) Index Fungorum :  Dumontinia    L.M. Kohn  (consulté le 15 mai 2022)
- (fr + en) GBIF : Dumontinia L.M.Kohn (consulté le 15 mai 2022)
- (fr) INPN : Dumontinia L.M.Kohn, 1979 (TAXREF)  (consulté le 15 mai 2022)
- (en) IRMNG : Dumontinia L.M. Kohn, 1979 (consulté le 15 mai 2022)
- (en) MycoBank :  Dumontinia    L.M. Kohn  (consulté le 15 mai 2022)
- (en) OEPP : Dumontinia   L.M. Kohn   (consulté le 15 mai 2022)
- (en) Taxonomicon : Dumontinia L.M. Kohn (1979) (consulté le 15 mai 2022)

### Dumontinia tuberosa
- (en) BioLib : Dumontinia tuberosa (Bull.) L. M. Kohn (consulté le 13 mai 2022)
- (en) Catalogue of Life : Dumontinia tuberosa (Bull.) L.M. Kohn (consulté le 13 mai 2022)
- (fr + en) EOL : Dumontinia tuberosa (Bull.) L. M. Kohn 1979 (consulté le 13 mai 2022)
- (en) Index Fungorum :  Dumontinia tuberosa    (Bull.) L.M. Kohn  (consulté le 13 mai 2022)
- (fr + en) GBIF : Dumontinia tuberosa (Bull.) L.M.Kohn (consulté le 13 mai 2022)
- (fr) INPN : Dumontinia tuberosa (Bull.) L.M.Kohn, 1979 (TAXREF)  (consulté le 13 mai 2022)
- (en) IRMNG : Dumontinia tuberosa (Bull.) L.M. Kohn, 1979 (consulté le 13 mai 2022)
- (en) MycoBank :  Dumontinia tuberosa    (Bull.) L.M. Kohn  (consulté le 13 mai 2022)
- (en) OEPP : Dumontinia tuberosa   (Bulliard) Kohn   (consulté le 13 mai 2022)